# Землетрус у Вальпараїсо та провал дамби Ель-Кобре (1965)
Землетрус у Вальпараїсо 1965 року (також відомий як землетрус Ла Лігуа) стався поблизу міста Ла Лігуа в регіоні Вальпараїсо, Чилі, приблизно за 140 кілометрів від столиці Сантьяго в неділю, 28 березня о 12:33. вечора (UTC−03:00). Величина моменту M Поштовх 7,4–7,6 вбив приблизно 500 людей і завдав збитків на суму близько 1 мільярда доларів США (з поправкою на інфляцію). Багато смертей були в Ель-Кобре, шахтарському місці, яке було знищено після серії провалів дамб, спричинених землетрусом, виливши мінеральні відходи на територію, поховавши сотні жителів. Поштовх був настільки потужним, що його можна було відчути по всій країні і навіть по всьому континенту до Атлантичного узбережжя Аргентини.

## Тектонічна обстановка
У Чилі, яка лежить у так званому «Вогняному кільці», де зосереджено багато діючих вулканів і сейсмічної активності, у Чилі часті землетруси. Біля узбережжя Чилі плита Наска підривається під Південноамериканську плиту вздовж Перуансько-Чилійського мегатрусту; конвергентна межа плити. Активна субдукція викликає сильні землетруси, включаючи землетрус у Вальдівії 1960 року, який мав магнітуду 9,5—9,6 за шкалою магнітуд на момент. Ці землетруси пов'язані з насувними розломами на межі розділу меганасуву межі плит. Насуви під час сильних землетрусів викликають значне підняття морського дна, спричиняючи цунамі. У деяких випадках землетруси відбуваються в межах опускаючої тектонічної плити.

## Землетрус
22 березня того ж року землетрус магнітудою 6,2–6,4 стався в прибережному місті Лос-Вілос на глибині 48.8 кілометри, трохи північніше епіцентру головного поштовху. Це було інтерпретовано як передвісник землетрусу 28 березня, хоча обидві події були на різних площинах розломів. Форшок мав упорний механізм, відмінний від механізму головного амортника. Воно сталося набагато дрібніше і, виходячи з проаналізованого механізму вогнища, було інтерпретовано як міжплитний землетрус на межі плит. Можливо, ніколи не буде встановлено, чи був землетрус 22 березня справжнім поштовхом, чи семиденний розрив був простою випадковістю.

## Вплив
Максимальна інтенсивність землетрусу була оцінена як IX (сильний) за модифікованою шкалою інтенсивності Меркаллі. Землетрус завдав серйозних пошкоджень глинобитним і неармованим цегляним будівлям. Понад 21 000 будинків зруйновано, 70 000 довелося ремонтувати. Особливо сильно постраждали будинки з порожнистих залізобетонних блоків, з'явилися тріщини через відсутність зв'язку між цеглою та бетонним заповненням, руйнування на зсув, пошкодження балок.
У той час, коли це сталося, багато чилійців щойно закінчили готувати обід або повернулися з церковних служб. Можливо, це зменшило очікувану кількість загиблих, оскільки багато церков завалилися через рухи землі, і було дуже мало випадків пожеж. У Саламанці та Іллапелі понад 100 000 людей залишилися без даху над головою. Управління Іллапеля повідомило, що понад 90 % будинків було пошкоджено, а лікарня була повністю зруйнована, додавши, що «лише фасади будинків залишилися стояти».
У Вальпараїсо повідомили про 25 загиблих і 40 % будівель пошкоджено внаслідок землетрусу. У Сантьяго поштовх знеструмив і викликав паніку в багатьох районах. Чотири людини загинули в результаті поштовху, включаючи жінку, яка впала на смерть, стрибнувши з другого поверху лікарні, і ще одну під час тисняви, щоб вийти з іподрому після обвалу трибуни, а десять отримали поранення. За оцінками, у столиці серйозно пошкоджено 2000 будинків.
Повідомлялося про додаткові жертви в Ллай-Лай, де загинули чотири людини, по двоє в Ла-Лагуні та Кільпуе та по одному в Сан-Феліпе, Коліні, Мелоні, Ольмуе та Вентанасі. Три смерті загинули у Вінья-дель-Мар, коли на цих жертв впала стіна.

## Катастрофа на шахтах у Чилі
Сильне зрідження внаслідок землетрусу призвело до прориву 17 хвостосховищ, найсильніша з яких торкнулася міста Ель-Кобре, вбивши сотні жителів і робітників. Як видно з попередніх подій, хвостові дамби, що руйнуються через сейсмічну активність, становили відомий ризик для навколишніх громад. Багато з цих інцидентів були результатом розрідження з порушенням потоку, нестабільністю схилу та пов'язаними з землетрусом деформаціями або перекриттям. Подібні випадки руйнування піщано-хвостосховища також спостерігалися під час землетрусів у 1981, 1985, 1997 та 2010 роках.

### Провал дамби Ель-Кобре
Дві греблі, що належать шахті Ель-Сольдадо, випустили відповідно 350 000 та 1 900 000 кубічних метрів уламків, які пройшли 12 кілометрів вниз за течією, що зруйнувало місто Ель-Кобре в Ла-Калера, поховавши його. під трьома футами бруду. Близько 60—70 фермерських будинків і котеджів були знесені каскадним потоком сміття. Багато жертв були шахтарями та селянами, які добували мідь. Офіційна кількість загиблих становить 247, але вважається, що вона досягає 350—400.

## Наслідки
У перші години після землетрусу міністри кабінету зустрілися з президентом Чилі Едуардо Фрей Монтальва. Міністри громадських робіт і оборони були доставлені в постраждале місто Ллай-Лай, щоб оцінити масштаби збитків і спланувати зусилля з порятунку та відновлення. Чилійську армію покликали на допомогу, щоб мобілізувати прибуття наметів і імпровізованих кухонь для тих, хто втратив свої домівки. До роздачі продовольства, води та медичної допомоги також були залучені урядовці та військові начальники.